# 在ロシアアメリカ合衆国大使

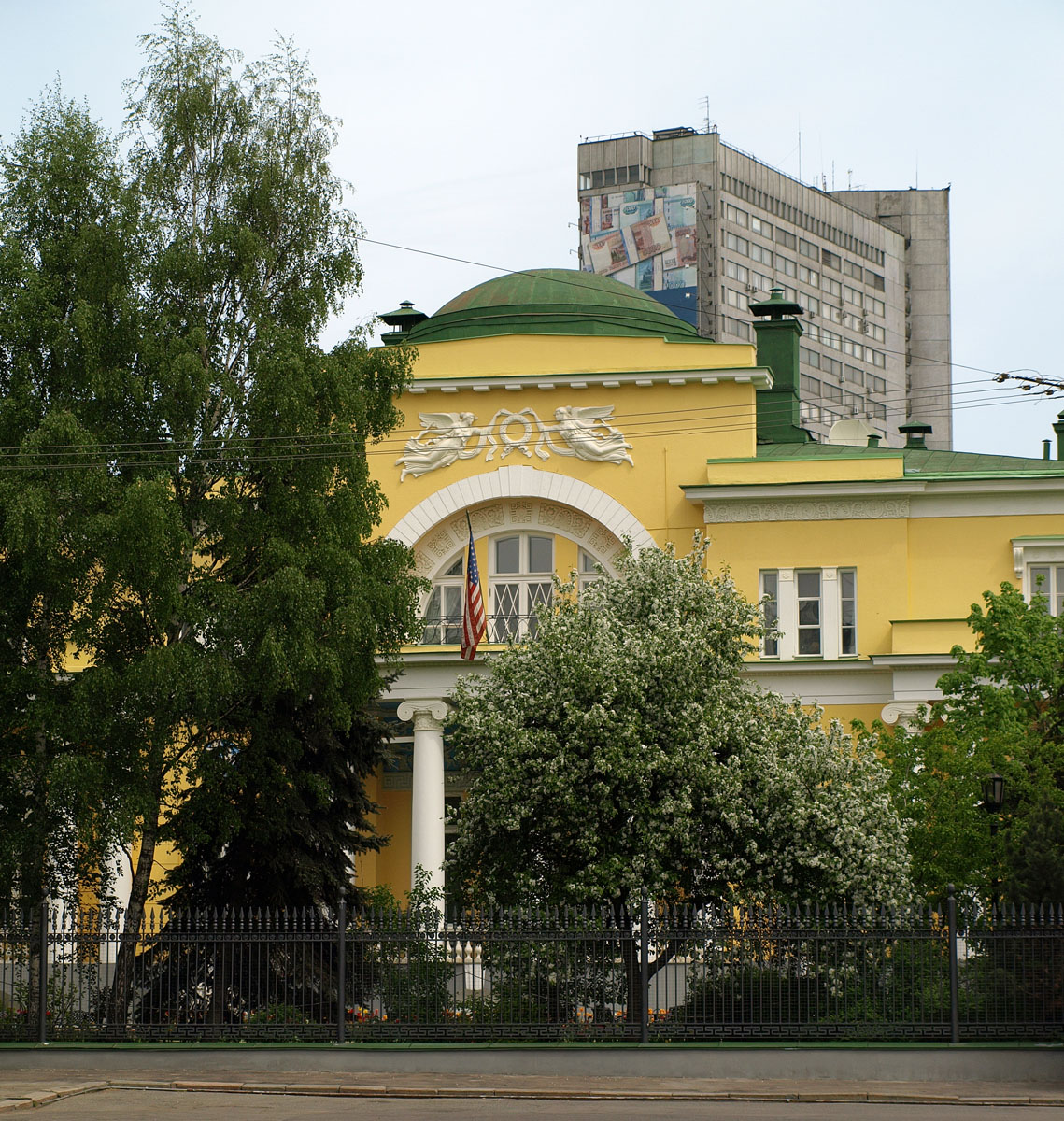
大使はスパソ・ハウス（旧ニコライ・ヴトロフ邸）に駐在している

在ロシアアメリカ合衆国大使（ざいロシアアメリカがっしゅうこくたいし、United States Ambassador to Russia）は、ロシアに派遣されたアメリカ合衆国の大使その他の外交使節団の長を指す。
1780年以来、アメリカ合衆国はロシアに外交使節団を派遣してきた。ロシアが革命により倒壊し、ソヴィエト連邦が成立してからは、旧在ロシア大使は在ソヴィエト連邦大使となり、冷戦中にも置かれていた。1991年のソビエト連邦の崩壊後は、在ロシアアメリカ合衆国大使に戻った。
本項では、在ソヴィエト連邦アメリカ合衆国大使も含めて記述する。

## 在ロシア帝国大使（1780年–1919年）
| 氏名                             | 住所               | 階級         | 任命           | 在任期間       | 在任期間       | 備考 |
| 氏名                             | 住所               | 階級         | 任命           | 信任状捧呈     | 退任           | 備考 |
| -------------------------------- | ------------------ | ------------ | -------------- | -------------- | -------------- | --- |
| フランシス・ダナ                 | マサチューセッツ州 | 公使         | 1780年12月19日 |                | 1783年9月      | 赴任したが、拝謁せず。 |
| ウィリアム・ショート             | ヴァージニア州     | 全権公使     | 1808年9月8日   |                |                | 上院休会中に任命。彼がロシアへ向かっている間に上院が指名を拒否したため、赴任せず。 |
| ジョン・Q・アダムズ              | マサチューセッツ州 | 全権公使     | 1809年6月27日  | 1809年11月5日  | 1814年4月28日  | 1809年3月6日の指名は、上院に拒否された。1809年6月26日の指名は承認された。 |
| ジェームズ・A・ベイアード        | デラウェア州       | 特命全権公使 | 1815年2月28日  |                |                | 着任せず。 |
| ウィリアム・ピンクニー           | メリーランド州     | 特命全権公使 | 1816年3月7日   | 1817年1月13日  | 1818年2月14日  | |
| ジョージ・W・キャンベル          | テネシー州         | 特命全権公使 | 1818年4月16日  | 1819年2月7日   | 1820年7月8日   | |
| ヘンリー・ミドルトン             | サウスカロライナ州 | 特命全権公使 | 1820年4月6日   | 1821年6月17日  | 1830年8月3日   | |
| ジョン・ランドルフ               | ヴァージニア州     | 特命全権公使 | 1830年5月26日  |                | 1830年9月19日  | 着任したが、信任状捧呈を受けず。 |
| ジェームズ・ブキャナン           | ペンシルヴェニア州 | 特命全権公使 | 1832年1月4日   | 1832年6月11日  | 1833年8月5日   | |
| マーロン・ディカースン           | ニュージャージー州 | 特命全権公使 | 1834年5月28日  |                |                | 指名を辞退。 |
| ウィリアム・ウィルキンズ         | ペンシルヴェニア州 | 特命全権公使 | 1834年6月30日  | 1834年12月14日 | 1835年12月24日 | |
| ジョン・R・クレイ                | ペンシルヴェニア州 | 代理公使     | 1836年6月29日  | 1836年9月2日   | 1837年8月5日   | |
| ジョージ・M・ダラス              | ペンシルヴェニア州 | 特命全権公使 | 1837年3月7日   | 1837年8月6日   | 1839年7月29日  | |
| チャーチル・C・キャンブレリング  | ニューヨーク州     | 特命全権公使 | 1840年5月25日  | 1840年9月21日  | 1841年7月13日  | 1840年5月25日に信任状が発布されたが、任命の記録なし。 |
| チャールズ・S・トッド            | ケンタッキー州     | 特命全権公使 | 1841年8月27日  | 1841年11月28日 | 1846年1月27日  | |
| ラルフ・I・インガーソル          | コネチカット州     | 特命全権公使 | 1846年8月8日   | 1847年5月30日  | 1848年7月1日   | |
| アーサー・P・バグビー            | アラバマ州         | 特命全権公使 | 1848年6月15日  | 1849年1月14日  | 1849年5月14日  | |
| ニール・S・ブラウン              | テネシー州         | 特命全権公使 | 1850年5月2日   | 1850年8月13日  | 1853年6月23日  | |
| トマス・H・シーモア              | コネチカット州     | 特命全権公使 | 1853年5月24日  | 1854年4月2日   | 1858年7月17日  | 上院休会中に任命。1853年12月6日の承認後に再び任命。 |
| フランシス・W・ピッケンズ        | サウスカロライナ州 | 特命全権公使 | 1858年1月11日  | 1858年7月18日  | 1860年9月9日   | |
| ジョン・アップルトン             | メイン州           | 特命全権公使 | 1860年6月8日   | 1860年9月9日   | 1861年6月8日   | |
| カシアス・M・クレイ              | ケンタッキー州     | 特命全権公使 | 1861年3月28日  | 1861年7月14日  | 1862年6月25日  | |
| サイモン・キャメロン             | ペンシルヴェニア州 | 特命全権公使 | 1862年1月17日  | 1862年6月25日  | 1862年9月18日  | |
| カシアス・M・クレイ              | ケンタッキー州     | 特命全権公使 | 1863年3月11日  | 1863年5月7日   | 1869年10月1日  | |
| ジョン・L・ドーソン              | ペンシルヴェニア州 | 特命全権公使 |                |                |                | 上院が指名を拒絶したため、任命されず。 |
| ヘンリー・A・スマイス            | ニューヨーク州     | 特命全権公使 |                |                |                | 上院が指名を棚上げしたため、任命されず。 |
| アンドルー・G・カーティン        | ペンシルヴェニア州 | 特命全権公使 | 1869年4月16日  | 1869年10月28日 | 1872年7月1日   | |
| ジェイムズ・L・オア              | サウスカロライナ州 | 特命全権公使 | 1872年12月12日 | 1873年3月18日  | 1873年5月6日   | |
| マーシャル・ジュウェル           | コネチカット州     | 特命全権公使 | 1873年5月29日  | 1873年12月9日  | 1874年7月19日  | 上院休会中に任命。1873年12月10日の承認後に再び任命。 |
| ジョージ・H・ボーカー            | ペンシルヴェニア州 | 特命全権公使 | 1875年1月13日  | 1875年7月24日  | 1878年1月14日  | |
| エドウィン・W・ストートン        | ニューヨーク州     | 特命全権公使 | 1877年10月30日 | 1878年1月14日  | 1879年3月2日   | |
| ジョン・W・フォスター            | インディアナ州     | 特命全権公使 | 1880年1月26日  | 1880年6月11日  | 1881年8月1日   | |
| ウィリアム・H・ハント            | ルイジアナ州       | 特命全権公使 | 1882年4月12日  | 1882年8月23日  | 1884年2月27日  | 死亡退職。 |
| アーロン・A・サージェント        | カリフォルニア州   | 特命全権公使 |                |                |                | 上院の承認を受けたが、任命されず。 |
| アルフォンソ・タフト             | オハイオ州         | 特命全権公使 | 1884年7月4日   | 1884年9月3日   | 1885年7月31日  | |
| アレグザンダー・R・ロートン      | ジョージア州       | 特命全権公使 |                |                |                | 上院が決定を下す前に指名が取り下げられたため、任命されず。 |
| ジョージ・V・N・ロースロップ     | ミシガン州         | 特命全権公使 | 1885年5月7日   | 1885年7月31日  | 1888年8月1日   | 上院休会中に任命。1886年1月13日の承認後に再び任命。 |
| ランバート・トゥリー             | イリノイ州         | 特命全権公使 | 1888年9月25日  | 1889年1月4日   | 1889年2月2日   | |
| アレン・T・ライス                | ニューヨーク州     | 特命全権公使 | 1889年3月30日  |                |                | 就任宣誓をしたが、着任前に米国で死去。 |
| チャールズ・E・スミス            | ペンシルヴェニア州 | 特命全権公使 | 1890年2月14日  | 1890年5月14日  | 1892年4月17日  | |
| アンドルー・D・ホワイト          | ニューヨーク州     | 特命全権公使 | 1892年7月22日  | 1892年11月7日  | 1894年10月1日  | |
| クリフトン・R・ブレッキンリッジ  | アーカンソー州     | 特命全権公使 | 1894年7月20日  | 1894年11月1日  | 1897年12月10日 | 公式には、1894年11月1日に承認。 |
| イーサン・A・ヒッチコック        | ミズーリ州         | 特命全権公使 | 1897年8月16日  | 1897年12月16日 |                | 上院休会中に任命。1897年12月18日の承認後に再び任命。 |
| イーサン・A・ヒッチコック        | ミズーリ州         | 特命全権大使 | 1898年2月11日  | 1898年3月21日  | 1899年1月28日  | 特命全権大使に昇格。 |
| シャールメイン・タワー・ジュニア | ペンシルヴェニア州 | 特命全権大使 | 1899年1月12日  | 1899年3月19日  | 1902年11月19日 | |
| ロバート・S・マコーミック        | イリノイ州         | 特命全権大使 | 1902年9月26日  | 1903年1月12日  | 1905年3月27日  | 上院休会中に任命。1902年12月8日の承認後に再び任命。 |
| ジョージ・v・L・マイアー         | マサチューセッツ州 | 特命全権大使 | 1905年3月8日   | 1905年4月12日  | 1907年1月26日  | |
| ジョン・W・リドル                | ミネソタ州         | 特命全権大使 | 1906年12月19日 | 1907年2月8日   | 1909年9月8日   | |
| ウィリアム・W・ロックヒル        | コロンビア特別区   | 特命全権大使 | 1909年5月17日  | 1910年1月11日  | 1911年6月17日  | |
| カーティス・ギルド・ジュニア     | マサチューセッツ州 | 特命全権大使 | 1911年4月24日  | 1911年8月17日  | 1913年4月24日  | |
| ヘンリー・M・ピンデル            | イリノイ州         | 特命全権大使 | 1914年1月27日  |                |                | 指名を辞退。 |
| ジョージ・T・メアリー            | カリフォルニア州   | 特命全権大使 | 1914年7月9日   | 1914年10月30日 | 1916年3月29日  | |
| デーヴィッド・R・フランシス      | ミズーリ州         | 特命全権大使 | 1916年3月6日   | 1916年5月5日   | 1917年11月7日  | 通常の関係は1917年11月7日に断絶した。フランシスがロシアを離れた1918年11月7日時点では、ロシア新政府は未だ米国から承認されていなかった。 1919年9月14日にロシア大使館が閉鎖された際、彼は臨時代理公使を務めた。 |

## 在ソヴィエト連邦大使（1933年–1991年）
| 氏名                                | 住所               | 階級         | 任命           | 在任期間       | 在任期間       | 備考 |
| 氏名                                | 住所               | 階級         | 任命           | 信任状捧呈     | 退任           | 備考 |
| ----------------------------------- | ------------------ | ------------ | -------------- | -------------- | -------------- | --- |
| ウィリアム・C・ブリット・ジュニア   | ペンシルヴェニア州 | 特命全権大使 | 1933年11月21日 | 1933年12月13日 | 1936年5月16日  | 上院休会中に任命。1934年1月15日の承認後に再び任命。                                                                     |
| ジョーゼフ・E・デイヴィーズ         | コロンビア特別区   | 特命全権大使 | 1936年11月16日 | 1937年1月25日  | 1938年6月11日  | 上院休会中に任命。1937年1月23日の承認後に再び任命。                                                                     |
| ローレンス・A・スタインハート       | ニューヨーク州     | 特命全権大使 | 1939年3月23日  | 1939年8月11日  | 1941年11月12日 | |
| ウィリアム・H・スタンドリー         | カリフォルニア州   | 特命全権大使 | 1942年2月14日  | 1942年4月14日  | 1943年9月19日  | |
| W・アヴェレル・ハリマン             | ニューヨーク州     | 特命全権大使 | 1943年10月7日  | 1943年10月23日 | 1946年1月24日  | |
| ウォルター・ベデル・スミス          |                    | 特命全権大使 | 1946年3月22日  | 1946年4月3日   | 1948年12月25日 | |
| アラン・G・カーク                   |                    | 特命全権大使 | 1949年5月21日  | 1949年7月4日   | 1951年10月6日  | |
| ジョージ・F・ケナン                 | ペンシルヴェニア州 | 特命全権大使 | 1952年3月14日  | 1952年5月14日  | 1952年9月19日  | ソ連政府は1952年10月3日、「ケナンはペルソナ・ノン・グラータである」と宣言した。以後ケナンが同職に復することはなかった。 |
| チャールズ・E・ボーレン             | コロンビア特別区   | 特命全権大使 | 1953年3月27日  | 1953年4月20日  | 1957年4月18日  | |
| ルウェリン・E・トンプスン           | コロラド州         | 特命全権大使 | 1957年6月3日   | 1957年7月16日  | 1962年7月27日  | |
| フォイ・D・コーラー                 | オハイオ州         | 特命全権大使 | 1962年8月20日  | 1962年9月27日  | 1966年11月14日 | |
| ルウェリン・E・トンプスン           | コロラド州         | 特命全権大使 | 1966年10月13日 | 1967年1月23日  | 1969年1月14日  | |
| ジェイコブ・D・ビーム               | ニュージャージー州 | 特命全権大使 | 1969年3月14日  | 1969年4月18日  | 1973年1月24日  | アドルフ・ダブズは、1973年1月から1974年3月まで臨時代理公使を務めた。                                                    |
| ウォルター・J・ストーセル・ジュニア | カリフォルニア州   | 特命全権大使 | 1973年12月19日 | 1974年3月4日   | 1976年9月13日  | |
| マルコム・トゥーン                  | ニューヨーク州     | 特命全権大使 | 1976年11月24日 | 1977年1月18日  | 1979年10月16日 | 上院休会中に任命。1977年6月8日の承認後に再び任命。                                                                      |
| トマス・J・ワトスン・ジュニア       | コネチカット州     | 特命全権大使 | 1979年10月10日 | 1979年10月29日 | 1981年1月15日  | |
| アーサー・A・ハートマン             | メリーランド州     | 特命全権大使 | 1981年9月28日  | 1981年10月26日 | 1987年2月20日  | |
| ジャック・F・マットロック・ジュニア | フロリダ州         | 特命全権大使 | 1987年3月12日  | 1987年4月6日   | 1991年8月11日  | |
| ロバート・S・ストラウス             | テキサス州         | 特命全権大使 | 1991年8月2日   | 1991年8月24日  | 1992年11月19日 | 駐ソ連大使に任命。ソ連崩壊後は、駐ロシア大使となった。                                                                  |

## 在ロシア連邦大使（1992年–現在）
| 氏名                           | 住所               | 階級         | 任命           | 在任期間      | 在任期間      | 備考 |
| 氏名                           | 住所               | 階級         | 任命           | 信任状捧呈    | 退任          | 備考 |
| ------------------------------ | ------------------ | ------------ | -------------- | ------------- | ------------- | --- |
| トマス・R・ピッカリング        | ニュージャージー州 | 特命全権大使 | 1993年5月12日  | 1993年5月21日 | 1996年11月1日 | 臨時代理公使：リチャード・M・マイルズ（1996年11月 – 1997年5月）及びジョン・F・テフト（1997年5月 - 1998年1月）。 |
| ジェームズ・F・コリンズ        | イリノイ州         | 特命全権大使 | 1996年8月1日   | 1998年1月26日 | 2001年7月10日 | |
| アレグザンダー・ヴァーシュボウ | マサチューセッツ州 | 特命全権大使 | 2001年7月12日  | 2001年8月17日 | 2005年7月22日 | |
| ウィリアム・J・バーンズ        | コロンビア特別区   | 特命全権大使 | 2005年8月2日   | 2005年11月8日 | 2008年3月     | 2008年1月、国務省で第3の高位である政治担当国務次官に指名された。                                                |
| ジョン・ベイル                 | ミシガン州         | 特命全権大使 | 2008年7月2日   | 2008年7月3日  | 2011年12月    | |
| マイケル・マクフォール         | モンタナ州         | 特命全権大使 | 2011年12月     | 2011年12月    | 2014年2月     | |
| ジョン・テフト                 | ウィスコンシン州   | 特命全権大使 | 2014年         | 2014年        | 2017年        | |
| ジョン・ミード・ハンツマン     | カリフォルニア州   | 特命全権大使 | 2017年         | 2017年        | 2019年        | |
| ジョン・J・サリバン            | マサチューセッツ州 | 特命全権大使 | 2019年         | 2019年        | 2022年        | 前職はアメリカ合衆国国務副長官。                                                                                |
| リン・トレーシー               | オハイオ州         | 特命全権大使 | 2022年12月21日 | 2023年1月30日 | 現職          | 女性初の在ロシアアメリカ合衆国大使。前職は在アルメニアアメリカ合衆国大使。                                      |